# Calonectris edwardsii
Calonectris edwardsii е вид птица от семейство Procellariidae. Видът е почти застрашен от изчезване.

## Разпространение
Видът е разпространен в Кабо Верде.